# NGC 7196
NGC 7196 је елиптична галаксија у сазвежђу Индијанац која се налази на NGC листи објеката дубоког неба.
Деклинација објекта је - 50° 7' 9" а ректасцензија 22h 5m 54,8s. Привидна величина (магнитуда) објекта NGC 7196 износи 11,4 а фотографска магнитуда 12,4. Налази се на удаљености од 45,451 милиона парсека од Сунца. NGC 7196 је још познат и под ознакама ESO 237-36, AM 2202-502, IRAS 22026-5021, PGC 68020.